# هايترباخ
هايترزباخ (بالألمانية: Haiterbach) هي مدينة وبلدة ألمانية تقع في ألمانيا في كالف. يقدر عدد سكانها بـ 5,794 نسمة .

## المدن التوأمة
مدينة Metnitz هي مدينة توأمة لـهايترزباخ.